# Новостроєво (Правдинський район)
Новостроєво (рос. Новостроево) — селище Правдинського району, Калінінградської області Росії. Входить до складу Желєзнодорожного міського поселення.
Населення —  500 осіб (2015 рік). 

## Населення
| 2002 | 2010 |
| ---- | ---- |
| 616  | ↘500 |